# Nilüfer Belediye Spor Kulübü 2021-2022 (pallavolo)
Questa voce raccoglie le informazioni riguardanti il Nilüfer Belediye Spor Kulübü nelle competizioni ufficiali della stagione 2021-2022.

## Stagione
Il Nilüfer Belediye Spor Kulübü non utilizza alcuna denominazione sponsorizzata nella stagione 2021-22.
In Sultanlar Ligi ottiene un dodicesimo posto in regular season, conquistando la salvezza; in Coppa di Turchia, invece, non va oltre la fase a gironi.
A livello europeo è impegnato in Challenge Cup, eliminato agli ottavi di finali dalle spagnole dell'Haris.

## Organigramma societario
Area direttiva
- Presidente: Turgay Erdem

Area tecnica
- Allenatore: Dehri Dehrioğlu (fino a dicembre[5]), Janica Rangelova (da dicembre[5])
- Allenatore in seconda: Haluk Korkmaz
- Scoutman: Emre Yanık

## Rosa
| N° | Nome               | Ruolo | Data di nascita  | Nazionalità sportiva |
| -- | ------------------ | ----- | ---------------- | -------------------- |
| 1  | Cansu Bir          | L     | 12 giugno 2004   | Turchia              |
| 2  | Aslı Tecimer       | S     | 6 febbraio 1999  | Turchia              |
| 3  | Defne Başyolcu     | S     | 9 agosto 2006    | Turchia              |
| 4  | Ecenur Aksoy       | C     | 5 dicembre 1997  | Turchia              |
| 5  | Natal'ja Dumčeva   | O     | 16 giugno 1992   | Russia               |
| 6  | Melis Durul        | O     | 21 ottobre 1993  | Turchia              |
| 7  | Çağla Akın         | P     | 19 gennaio 1995  | Turchia              |
| 9  | Oleksandra Bycenko | S     | 23 novembre 1995 | Ucraina              |
| 10 | Hümay Topaloğlu    | S     | 3 agosto 1996    | Turchia              |
| 11 | Buse Kayacan       | L     | 15 luglio 1992   | Turchia              |
| 12 | Fulden Ural        | S     | 3 gennaio 1991   | Turchia              |
| 14 | Sude Uzun          | C     | 28 aprile 2003   | Turchia              |
| 15 | Dominika Sobolska  | C     | 3 dicembre 1991  | Belgio               |
| 16 | Deniz Emrelli      | O     | 1º gennaio 2003  | Turchia              |
| 18 | Hilal Kocakara     | P     | 1º gennaio 2002  | Turchia              |
| 19 | Emily Maglio       | C     | 23 novembre 1996 | Canada               |

## Statistiche

### Statistiche di squadra
| Competizione     | Punti | In casa | In casa | In casa | In trasferta | In trasferta | In trasferta | Totale | Totale | Totale |
| Competizione     | Punti | G       | V       | P       | G            | V            | P            | G      | V      | P      |
| ---------------- | ----- | ------- | ------- | ------- | ------------ | ------------ | ------------ | ------ | ------ | ------ |
| Sultanlar Ligi   | 17    | 13      | 4       | 9       | 13           | 2            | 11           | 26     | 6      | 20     |
| Coppa di Turchia | 6     | 0       | 0       | 0       | 0            | 0            | 0            | 3      | 2      | 1      |
| Challenge Cup    | -     | 2       | 1       | 1       | 2            | 1            | 1            | 4      | 2      | 2      |
| Totale           | -     | 15      | 5       | 10      | 15           | 3            | 12           | 33     | 10     | 23     |

G = partite giocate; V = partite vinte; P = partite perse

### Statistiche dei giocatori
| Giocatore    | Campionato | Campionato | Campionato | Campionato | Campionato | Coppa di Turchia | Coppa di Turchia | Coppa di Turchia | Coppa di Turchia | Coppa di Turchia | Challenge Cup | Challenge Cup | Challenge Cup | Challenge Cup | Challenge Cup | Totale | Totale | Totale | Totale | Totale |
| Giocatore    | P          | PT         | AV         | MV         | BV         | P                | PT               | AV               | MV               | BV               | P             | PT            | AV            | MV            | BV            | P      | PT     | AV     | MV     | BV     |
| ------------ | ---------- | ---------- | ---------- | ---------- | ---------- | ---------------- | ---------------- | ---------------- | ---------------- | ---------------- | ------------- | ------------- | ------------- | ------------- | ------------- | ------ | ------ | ------ | ------ | ------ |
| Ç. Akın      | 23         | 67         | 34         | 23         | 10         | 3                | 14               | 6                | 3                | 5                | 3             | 11            | 6             | 3             | 2             | 29     | 92     | 46     | 29     | 17     |
| E. Aksoy     | 18         | 107        | 79         | 21         | 7          | 3                | 34               | 26               | 6                | 2                | 2             | 14            | 10            | 2             | 2             | 23     | 155    | 115    | 29     | 11     |
| D. Başyolcu  | 7          | 12         | 10         | 2          | 0          | 0                | 0                | 0                | 0                | 0                | 0             | 0             | 0             | 0             | 0             | 7      | 12     | 10     | 2      | 0      |
| C. Bir       | 13         | 0          | 0          | 0          | 0          | 2                | 0                | 0                | 0                | 0                | 3             | 0             | 0             | 0             | 0             | 18     | 0      | 0      | 0      | 0      |
| O. Bycenko   | 8          | 88         | 80         | 4          | 4          | 3                | 58               | 46               | 5                | 7                | 2             | 20            | 18            | 1             | 1             | 13     | 166    | 144    | 10     | 12     |
| N. Dumčeva   | 9          | 8          | 7          | 0          | 1          | -                | -                | -                | -                | -                | -             | -             | -             | -             | -             | 9      | 8      | 7      | 0      | 1      |
| M. Durul     | 20         | 222        | 201        | 14         | 7          | -                | -                | -                | -                | -                | 3             | 29            | 25            | 1             | 3             | 23     | 251    | 226    | 15     | 10     |
| D. Emrelli   | 18         | 44         | 36         | 1          | 7          | 0                | 0                | 0                | 0                | 0                | 1             | 8             | 6             | 2             | 0             | 19     | 52     | 42     | 3      | 7      |
| B. Kayacan   | 25         | 0          | 0          | 0          | 0          | 3                | 0                | 0                | 0                | 0                | 2             | 0             | 0             | 0             | 0             | 30     | 0      | 0      | 0      | 0      |
| H. Kocakara  | 17         | 24         | 16         | 4          | 4          | 0                | 0                | 0                | 0                | 0                | 2             | 0             | 0             | 0             | 0             | 19     | 24     | 16     | 4      | 4      |
| E. Maglio    | 26         | 273        | 204        | 59         | 10         | 3                | 54               | 49               | 4                | 1                | 3             | 32            | 25            | 5             | 2             | 32     | 359    | 278    | 68     | 13     |
| D. Sobolska  | 7          | 28         | 20         | 8          | 0          | 3                | 20               | 11               | 8                | 1                | 0             | 0             | 0             | 0             | 0             | 10     | 48     | 31     | 16     | 1      |
| A. Tecimer   | 26         | 124        | 99         | 10         | 15         | 3                | 18               | 10               | 5                | 3                | 2             | 23            | 15            | 3             | 5             | 31     | 165    | 124    | 18     | 23     |
| H. Topaloğlu | 20         | 161        | 133        | 22         | 6          | 1                | 0                | 0                | 0                | 0                | 3             | 26            | 18            | 4             | 4             | 24     | 187    | 151    | 26     | 10     |
| F. Ural      | 9          | 95         | 78         | 8          | 9          | -                | -                | -                | -                | -                | -             | -             | -             | -             | -             | 9      | 95     | 78     | 8      | 9      |
| S. Uzun      | 23         | 70         | 43         | 13         | 14         | 0                | 0                | 0                | 0                | 0                | 3             | 15            | 10            | 1             | 4             | 26     | 85     | 53     | 14     | 18     |

P = presenze; PT = punti totali; AV = attacchi vincenti; MV = muri vincenti; BV = battute vincenti